# Большая Осиновка (приток Язьвы)
Большая Осиновка — река в России, протекает в Красновишерском районе Пермского края. Устье реки находится в 142 км по правому берегу реки Язьва. Длина реки составляет 10 км.
Исток реки находится на отрогах Северного Урала на северных склонах горы Кайбуш (659 м НУМ)в 26 км к северо-востоку от посёлка Северный Колчим. Течёт на юго-запад по ненаселённой местности среди холмов, покрытых таёжным лесом. Течение имеет горный характер. Приток — Осиновка (правый).

## Данные водного реестра
По данным государственного водного реестра России относится к Камскому бассейновому округу, водохозяйственный участок реки — Кама от водомерного поста у села Бондюг до города Березники, речной подбассейн реки — бассейны притоков Камы до впадения Белой. Речной бассейн реки — Кама.
По данным геоинформационной системы водохозяйственного районирования территории РФ, подготовленной Федеральным агентством водных ресурсов:
- Код водного объекта в государственном водном реестре — 10010100212111100005041
- Код по гидрологической изученности (ГИ) — 111100504
- Код бассейна — 10.01.01.002
- Номер тома по ГИ — 11
- Выпуск по ГИ — 1